# Promoción fantasma
Promoción fantasma is een Spaanse komische fantasyfilm uit 2012 onder regie van Javier Ruiz Caldera. De film werd internationaal uitgebracht onder de titel Ghost Graduation. In 2013 werd de film bekroond met de Gouden Raaf voor beste film op het Brussels International Festival of Fantastic Film.

## Verhaal
Modesto is een leraar met een wel heel bijzonder gave: hij kan dode mensen zien. Dat heeft hem in het verleden al vaak problemen opgeleverd en hij is daardoor ontslagen in zowat elke school waar hij gewerkt heeft. Zijn geluk verandert wanneer hij wordt aangenomen in de prestigieuze Monforte-school, waar hij les moet geven aan vijf overleden leerlingen die de school terroriseren. Modesto moet ervoor zorgen dat ze hun diploma halen zodat ze de school definitief kunnen verlaten om naar het hiernamaals te gaan.

## Rolverdeling
| Acteur            | Personage          |
| ----------------- | ------------------ |
| Raúl Arévalo      | Modesto            |
| Alexandra Jiménez | Tina               |
| Javier Bódalo     | Pinfloy            |
| Anna Castillo     | Ángela             |
| Andrea Duro       | Mariví             |
| Aura Garrido      | Elsa               |
| Álex Maruny       | Dani               |
| Jaime Olías       | Jorge              |
| Carlos Areces     | Otegui             |
| Silvia Abril      | Manuela            |
| Luis Varela       | dode psychiater    |
| Joaquín Reyes     | levende psychiater |